# Езерский (поэма)
«Езерский» (поэма) — незавершённое произведение А. С. Пушкина.
Через год после подготовки к печати окончательного текста «Евгения Онегина», с конца 1832 года и в течение первых месяцев 1833 года, Пушкин был захвачен замыслом нового большого произведения — второго романа в стихах, стилистически близкого первому и писавшегося также онегинской строфой (в черновиках Пушкин и прямо назвал его «новым романом»), но с существенно иным, подчёркнуто деклассированным героем — мелким чиновником (из древнего боярского рода), демонстративно полемически вводившимся им в поэзию.
Впервые как отдельное произведение роман вошёл в большое советское академическое собрание сочинений Пушкина (в раздел поэм) под редакторским названием по фамилии героя (в рукописи заглавия не имеет).
Замысел остался неосуществлённым: примерно к середине 1833 года были перебелены только пятнадцать начальных строф, по существу, являвшихся лишь введением. В черновиках сохранились небольшие наброски продолжения, в которых Пушкин доводит до сведения читателей, что его герой-чиновник «был сочинитель» (печатал свои статьи в журнале «Соревнователь просвещения и благотворения», выходившем в Петербурге с 1818 по 1825 год) и «любовник»: был влюблён «в Мещанской по соседству в одну лифляндочку», которая «с своею матерью одна // Жила в домишке, по наследству // Доставшимся недавно ей// От дяди Франца».
Набросок заканчивается строками: « Дядя сей — // Но от мещанщкой родословной //, Я вас избавлю — и займусь //, Моею повестью любовной //, Покамест вновь не занесусь». Однако «повестью любовной» поэт заниматься не стал и вовсе прервал работу над своим замыслом, чтобы через несколько месяцев совсем по-новому вернуться к нему в «Медном всаднике», близком к «Езерскому» в сюжетном отношении и вобравшем в себя ряд стихов из него.
Совсем незадолго до смерти, в июле — начале сентября 1836 года, Пушкин переработал часть строф «Езерского» в самостоятельное произведение — «Родословную моего героя», опубликованную им в 3-м томе «Современника» с подзаголовком «Отрывок из сатирической поэмы»